# Gare de Réhon
La gare de Réhon est une gare ferroviaire française de la ligne de Longuyon à Mont-Saint-Martin (vers Athus), située sur le territoire de la commune de Réhon dans le département de Meurthe-et-Moselle en région Grand Est.
Mise en service en 1863, la halte voyageurs est fermée dans les années 1970 et détruite en 1985.
En 2014, le nom de la gare est toujours la référence pour une installation terminale embranchée gérée depuis la gare de Longwy.

## Situation ferroviaire
Établie à 252 mètres d'altitude, la gare de Réhon est située au point kilométrique (PK) 242,089 de la ligne de Longuyon à Mont-Saint-Martin (vers Athus), entre les gares de Cons-la-Grandville (fermée) et de Longwy.

## Histoire
La halte de Réhon est mise en service le 3 septembre 1863.
En 1883 la halte de Réhon est ouverte aux relations avec Paris pour le transport des voyageurs des bagages et des chiens. Pour les bagages et les chiens elle est également ouverte à ce service sur les relations de l'embranchement de Longuyon à Mont-Saint-Martin.

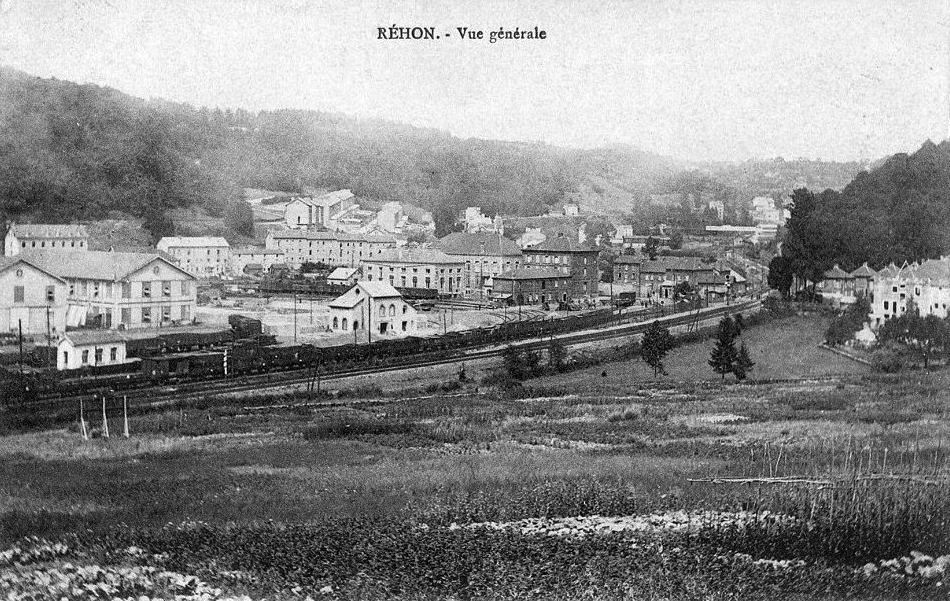
Les installations ferroviaires de Réhon vers 1900. Au centre l'usine de La Providence, la halte est à droite près des arbres.

Durant l'année 1902, on construit un bâtiment abritant une lampisterie et des water-closet.
En 1913, la Compagnie de l'Est agrandit le triage de la gare de Longwy jusqu'à l'usine de La Providence, elle fait l'acquisition de l'ensemble des terrains situés entre la voie et la Chiers. Cela nécessite le déplacement de la halte de Réhon dont le bâtiment doit être reconstruit de l'autre côté des voies.. Le nouveau bâtiment est construit en 1914.
Pendant la Première Guerre mondiale les installations de la gare sont complétées, notamment par un allongement de la voie IV et la construction d'un quai d'embarquement. Le décret du 20 décembre 1926 décide, sur proposition de la Compagnie des chemins de fer de l'Est, de leur conservation.
Dans les années 1950, l'embranchement particulier (EP) qui permet le raccordement de l'usine La Providence avec le réseau de la Société nationale des chemins de fer français (SNCF) a Réhon comme « gare expéditrice ou destinataire ». Le trafic généré en 1968 par cet EP est de 957 206 tonnes (départ) et 2 702 319 tonnes (arrivées).
Le bâtiment de la halte est détruit en 1985.

## Service des voyageurs
Halte voyageurs fermée sans doute dans les années 1970.

## Service des marchandises: ITE
Après avoir été la gare de l'embranchement particulier de l'usine La Providence de sa création en 1866 à sa disparition en 1987, « Réhon » est toujours le terme utilisé pour la gare de référence d'une installation terminale embranchée gérée depuis la gare de Longwy.